# David Edward Price
Pour les autres membres de la famille, voir Famille Price.
Pour les articles homonymes, voir David Price (homonymie) et Price.
David Edward Price (11 mai 1826 – 22 août 1883) est un homme d’affaires et un homme politique canadien. De tendance conservatrice, il est membre du Sénat du Canada de 1867 à 1883.

## Biographie
David Edward Price naît à Québec en 1826, fils aîné du marchand et industriel William Price. Après ses études auprès du ministre anglican Francis James Lundy à Québec, il se rend à Londres de 1844 à 1847 pour y faire l’apprentissage du commerce du bois auprès d’associés de son père. À partir de 1847, David Edward est engagé au sein de l’entreprise de son père, la William Price & Company. Il travaille d’abord à l’Anse à l’Eau comme commis d’établissement, puis à Petit-Saguenay. À la mort de son père en 1867, il crée, avec ses frères William Evan Price et Evan John Price, la Price Brothers & Company, prenant ainsi le relais de la William Price & Sons dans l’exploitation forestière et le commerce du bois.
En plus de s’investir dans le commerce du bois avec son père d’abord, et ses frères par la suite, David Edward s’implique également en politique. De tendance conservatrice, David Edward est élu député dans les circonscriptions de Chicoutimi et Tadoussac en 1855. Puis, il fut est dans celle de Chicoutimi-Saguenay, de 1855 à 1864. Il démissionne de cette position en 1864. Il fut élu conseiller législatif de la division des Laurentides la même année, et occupe son siège jusqu’à l’avènement de la Confédération en 1867, où il fut élu au Sénat du Canada pour la même division.
Il fut également lieutenant-colonel commandant du 2e bataillon de milice de Chicoutimi ; Président de la Société d’agriculture du comté de Chicoutimi. Il occupa la fonction de Vice-consul au Saguenay pour le Danemark, la Suède, la Norvège, l’Argentine et le Pérou, et comme agent consulaire pour les États-Unis.
En 1871, Senateur David Edward Price devient le dernier « Seigneur des Grondines ».
Il est mort à Québec dans la maison familiale de domaine Wolfesfield (ou Wolfe's Field) de Sillery, le 22 août 1883 à l’âge de 57 ans.